# 中央通訊社相關爭議
以下是與中華民國的國家公設媒體－中央通訊社有關的爭議事件。

## 事件

### 人事
2005年8月，《新新聞》第962期報導，前《台灣日報》總編輯劉志聰接任中央社總編輯之後，已逐步排除中央社人才：中央社國內新聞中心主任張聲肇、副主任羅繩前、黨政組長潘應辰全部被降調成非主管職並減薪，大陸新聞中心主任黃季寬、商情新聞中心副主任熊國光也被降調成非主管職，商情部組長郭萍英則是一年連跳兩級升主任；而在郭萍英任內，商情部接連發錯新聞，都被劉志聰袒護。劉志聰也大力引進前《台灣日報》員工：林興盟出任國內新聞中心副主任，劉明堂出任多媒體中心主任，楊嘉慧出任主跑行政院新聞的副主任記者；前《台灣日報》員工一進來中央社，全部佔據主管職，敘薪都是甲職等（一般而言，中央社員工若要升到甲職等，至少需要20年）。
2005年11月6日，中國國民黨中央委員會政策委員會執行長曾永權批評，民主進步黨執政後干涉中央社、中央廣播電台（央廣）、公共電視文化事業基金會（公視）等公共媒體運作的情況愈來愈嚴重；尤其是中央社高層經過幾年來的輪替，「現在根本都是來自挺綠媒體《台灣日報》的天下。」時任中央社副總編輯的前《台灣日報》總編輯莊豐嘉回應，當時中央社編制340人中有主管77人，主管中有原中央社員工晉升的主管66人、非中央社體系的主管11人，而非中央社體系的主管「的確有五人是從《台灣日報》離職後來的」，「這比例我不認為高，難道有規定《台灣日報》的就不能來中央社嗎？」不願具名的一名中央社記者向《蘋果日報》表示，「台日幫」（前《台灣日報》員工）大舉進入中央社，一進來就是以主任級薪水晉用，「我們跑得再努力也升不上去。」

### 開除抗議炒股票記者事件
2007年4月25日晚間，中央社證券中心記者王治平在中央社商情部例行採訪會議中，指責商情部代理主任謝漢疆向上市公司強索增資股、向部屬討酒喝、在丙種墊款下單炒股票、在百成行股票下市前強令記者配合發稿護航等情事；謝漢疆不予回應，反控王治平想結合外面的人寫黑函詆毀他。當時中央社社長劉志聰接受《168理財網》（www.168abc.net）求證時表示，他是專業的新聞工作者，他一生不炒股票，也完全不介入股市利益，也反對黑函文化，全案交給中央社人事評議委員會（人評會）處理。人評會開會時，王治平要求調查謝漢疆向金腦科技索取200張股票炒股票一事。人評會決議以「王治平不適任」為由將王治平解職，劉志聰不予回應。2007年6月26日下午，《168理財網》總編輯翁立民在《168理財網》揭發此案。2007年7月12日上午，翁立民在《168理財網》公布王治平答辯狀原稿。

### 處理南京大屠殺受害者新聞爭議
2007年11月3日，中央社翻譯法新社的報導稱，東京地方法院於本月2日判決，日本亞細亞大學教授東中野修道在其著書《徹底檢證「南京大屠殺」》（原名，中文版由前衛出版社於2001年出版、邱振瑞譯）中的描述令人以為婦女夏淑琴在書中作證描述南京大屠殺，東中野修道必須賠償夏淑琴四百萬日圓；並引述時事通信社與共同社的報導稱，審判長三代川三千代在法庭上說「本書所作的詮釋並不恰當，也不具有學術價值」，三代川三千代在裁決書中表示「書中提到原告（夏淑琴）的部分並非事實，本庭判定構成毀謗」，東中野修道表示將向東京高等法院提起上訴。但共同社於本月2日發布的中文報導稱：「據悉，該書的表述給人以『原告夏淑琴假扮南京大屠殺受害者並提供虛假證詞』的印象。審判長三代川三千代認為，『該書內容給人以原告並非倖存受害者卻假扮作證的鮮明印象，其對資料的解釋並不妥當，無法作為學術研究的成果。目前尚沒有充分證據顯示書中內容屬實或能夠證明其屬實。』但對於這一判決結果，該書作者、日本亞細亞大學教授東中野卻表示『非常吃驚，將提起上訴』。……根據判決，原告夏淑琴表示，自己即是當年美籍牧師在南京大屠殺資料中提及的家人被殺的8歲少女，雖然她對外界講述了自己的痛苦經歷，但東中野教授卻在著書中寫入了『夏淑琴並非那名少女』等內容。」
2007年11月6日，社運工作者楊偉中批評，中央社版報導完全顛倒了事情的始末緣由：「看了這則新聞的讀者，可能會得到一個印象︰有位日本學者假裝是南京大屠殺的受害者——中國婦女夏淑琴，編造史實，結果被日本法院認定構成毀謗罪。於是，讀者或許會由此得到一個『訊息』︰關於南京大屠殺的史實很可能是編造的，至少這名日本學者是編造者之一。這真是一個天大的顛倒與謬誤。」楊偉中說，真正的事實是，東中野修道在該書中企圖全面否定南京大屠殺的存在，而南京大屠殺事發時只有8歲的夏淑琴的證言正是東中野修道拒絕承認的史料之一；夏淑琴多年前即向中國及日本的法院控告東中野修道，並多次前往日本作證；現在東京地方法院判決夏淑琴勝訴，其意義是：「東中野否認南京大屠殺的著作中，至少有一些內容被日本法院認為是不妥當的。」

### 處理林淑芬叫囂新聞爭議
2007年11月12日，前中央社記者劉嘉韻於批踢踢八卦板自述，2007年5月立法院教育及文化委員會委員到國立中正紀念堂現場勘查，同行的民主進步黨立法委員林淑芬先罵中國國民黨立法委員李慶安「你們一家都是蔣介石的走狗」，罵完後碰到一位外省籍伯伯，也罵這位伯伯「蔣介石的走狗」，還大聲向這位伯伯叫囂有種來打她：「敢碰我，我就告你！」當時她心想「社內應該不想要口水戰的新聞」，因此寫了好幾篇其他立法委員與中正紀念堂協調的內容；但她隨後接到社內某長官電話詢問，林淑芬是不是有到現場，為什麼她寫的稿完全沒提到林淑芬？回答：「林淑芬的確有去現場，不過看起來就是去鬧場的。那些叫囂內容寫出去，也有損林淑芬的形象。」而這位長官最後撂下一句話：「林淑芬是我們副總的朋友。她有到現場，妳就要寫。」於是她據實發稿，這篇稿子卻被卡了2、3個小時才發出去，卻是通篇被改，「不但標題被改、導言被改，林淑芬的叫囂內容幾乎都不見了。這篇新聞仍舊掛著我的名字，但標題被改成〈林淑芬肯定教育部推動台灣民主教育〉，內容可想而知。」她諷刺：「就算是為號稱『全台灣最中立的媒體』工作，我的處境還是跟其他媒體記者一樣。這麼個掛羊頭賣狗肉的『中立』，實在是笑掉別人大牙。」她自認專業受辱，於發稿後20分鐘後寫下辭呈。
2007年12月5日晚間，中央社副總編輯莊豐嘉以聲明回應《蘋果日報》採訪，聲明稱：經查證，網路傳言係一面之辭，並無其事；他不認識林淑芬，他與林淑芬也非朋友；對於少數有心人士刻意散播不實傳言打擊中央社與他個人，深表遺憾。林淑芬宣稱，她不認識中央社高層，為此還被李慶安與臺北市政府告，「若靠關係，我的新聞會更多，不會這麼慘！」中國國民黨立法委員郭素春批評：「中央社一年拿國家（新台幣）三億（元），卻幫綠營美化新聞。」台灣媒體觀察教育基金會董事長管中祥說，中央社與央廣的董、監事純由官方指派，結構容易出問題，影響新聞內容。國立臺灣大學（台大）新聞研究所助理教授洪貞玲建議，為免政黨輪替困擾尺度，公營媒體應與記者簽署新聞自主公約。
2007年12月6日，莊豐嘉在《與媒體對抗》發表公開信，抬出陰謀論：「我個人是否受傷害，還在其次；但《蘋果日報》這篇報導見報當天，剛好選在一個節骨眼，也就是立法院正好排入中央社預算進行朝野協商。立委若拿這篇報導作文章，加以杯葛，是不難想見的；果真如此，損及的將不只是中央社的聲譽，更損及所有員工的實質權益。我雖不願多所揣測，但是整個新聞背後是否有政治操作的痕跡，實在不難窺出。」

### 莊豐嘉離職前公開信事件
2008年10月8日，即將於該月底離職的中央社副總編輯莊豐嘉發公開信批評行政院新聞局黑手介入中央社。他指控，新任總統馬英九於2008年5月20日上任後，中央社新聞寫到學者對馬英九政府（馬政府）負面說法，社長陳申青就要求撤稿重發，第一線記者隨時會「踩到地雷」。莊豐嘉還批評，馬政府任命缺乏新聞經驗及社會歷練的馬英九競選總部發言人羅智強接任中央社副社長，「這是對具有深遠歷史的中央社的羞辱，對媒體人完全瞧不起的惡劣、粗糙做法。」莊豐嘉並指控：「李登輝同時罵阿扁（陳水扁）和馬英九，就只有罵阿扁的稿子發得出去。本土社團的新聞也在封殺之列。記者淪為只能報喜不能報憂的工具。」陳申青回應，中央社內有層層核稿機制，社長原本就可表示意見，不代表有政治力介入。羅智強則表示，有批評代表有努力空間，將秉持法律、管理專業推動社務。另有中央社記者反批「莊豐嘉才是民進黨的走狗」。同日，民主進步黨立法委員張花冠、潘孟安等在立法院教育委員會質疑，羅智強接任中央社副社長是政治酬庸；行政院新聞局局長史亞平回應，中央社人事由董事會決定，新聞局不會介入。國立交通大學傳播與科技學系助理教授魏玓諷刺，中國國民黨與民主進步黨爭奪中央社主導權都一樣，「狗咬狗、政治惡鬥」；他主張，長遠來看，央廣、中央社這類屬於官方的「公媒體」，應思考改制為公視這種「公共媒體」。台灣媒體觀察教育基金會董事長管中祥認為，莊豐嘉的發言值得鼓勵，相關指控可受公評。

### 「全球五大最具膽識領袖」事件
2009年9月6日，中央社發自台北的報導，大幅引用美國《心理牙線》報導，將馬英九與非洲烏干達總統並列為「全球五大最具膽識領袖」。指馬總統上任後大幅改善兩岸關係，就像是「全球最佳的婚姻顧問」，文中還盛讚馬的「機智」及改善兩岸關係，使台灣經濟前景變好。但事實上此刊是一本以類似「金酸莓」、「給我報報」的詼諧嘲諷手法為內容主軸的雜誌。該刊在本期封面故事的介紹文字中便明白指出，這五位領導人「盡採用一些大膽點子及怪異作法」（ is filled with the bold ideas and strange measures ），挖苦意味濃厚。

### 被犯罪嫌疑人公器私用爭議
2011年1月4日，新店救護車阻擋事件主角犯罪嫌疑人蕭明禮史無前例地透過中央社發表道歉信，不但沒有平息眾怒，反而讓不少網友質疑中央社的定位。中國文化大學行政管理學系教授姚立明在中天新聞台政論節目《新台灣星光大道》中說，中央社社長應該辭職；他認為，蕭明禮透過中央社發表道歉信，這樣的行為根本是拿國家的公器當做私人工具。中央社發言人羅廣仁接受電子媒體訪問時表示，新店救護車阻擋事件本身就是公眾所想要知道的一個新聞，中央社的職責就是報導新聞，但有些人對中央社的印象還停留在「中央社是元首發布政策或是政府發布政策的單位」，其實中央社現在是全民共有的國家通訊社。

### 王丹指責中央社報道失實
2011年4月15日，中央社報導王丹赴台灣高等法院為國務機要費案出庭作證的新聞：「由於王丹擔心因陳水扁案出庭作證敏感，因此並未從法院正門進入，而是在法警陪同下由其它入口進入法庭。……據了解，王丹在庭中坦承先後兩次收到扁的匯款，每次20萬美元，共收到40萬美元。」王丹聲明，中央社有關他的報道「未經他本人求證」、「基本內容嚴重失實」，對他本人亦「極不公平」。王丹在其臉書和推特上發表聲明宣稱「在中央社沒有公開向我表達歉意之前，我將拒絕接受任何來自中央社的採訪」，並以此抵制行動表達他對中央社的不滿。

### 誤報曾雅妮阿嬤過世消息
2013年4月2日，曾雅妮在推特以英文貼文，對好友「粉紅豹」克蕾茉祖母離世表示哀悼，卻被中央社記者當成曾雅妮阿嬤過世，撰稿報導，直到駐外記者在洛杉磯求證，始知是烏龍事件，中央社隨後緊急撤稿，發出校正公電，並通知中央社稿件訂戶及各入口網站撤稿（包括i2yes網站）。

### 潘孟安指稱中央社拍馬屁
2013年5月12日中午，中央社新聞網發布一則報導，標題為「海象險惡　總統仍將渡海慰死者」，撰稿記者為陳朝福，內文提及：「總統馬英九今天下午仍將渡海探視慰問遭菲律賓射殺中彈身亡的洪石成家屬。……記者上午搭乘交通船往小琉球，大浪把船內人員震得東倒西歪，船上載運的摩托車翻倒在甲板，海象相當不佳。」4天後，民主進步黨立法委員潘孟安接受《今日新聞網》訪問時表示：「那天我搭船去小琉球風平浪靜，哪來的海象險惡？中央社馬屁拍很大！」此外，潘孟安亦表示馬總統當天搭直昇機去小琉球而非交通船，到了洪家，被洪家的家人先罵了10分鐘才開始講話。潘並以「馬央社就是馬央社！」表達對中央社記者中立性的不滿。

### 蓋洛普「生活滿意度」民調稿件未發
2013年7月22日，中央社駐新加坡記者呂欣憓搶先報導國際蓋洛普發布之全球141個國家民眾「生活滿意度」調查結果，指出，「前10名的悲觀國家多位於歐洲，亞洲有2個國家上榜，分別是台灣和新加坡，台灣位居第6名，26%的受訪者對未來的看法偏悲觀；新加坡位居第9名，24%的受訪者對未來感到悲觀」。但該稿其後卻未發出，反改寫成英文稿件。隔日，包括蘋果日報、工商時報等國內媒體卻都有報導蓋洛普的民調。此事被質疑為中央社編輯將該稿壓下不發。對此，中央社總編輯呂志翔受訪表示「沒有所謂壓不壓下來問題，就是個新聞判斷問題」。並進一步說明：這是蓋洛普一個商業機關做的報告，內容是否嚴謹、方法是否清楚、調查結果是否符合情況？「我們專業判斷覺得不要發」。至於有發出英文稿一事，呂志翔則表示，當天他並沒有特別注意。

### 亞錦賽隊名爭議「總編裁示不發」
2013年8月12日，中央社上午發生稿件標題烏龍事件，新聞標題出現「總編裁示不發 亞錦賽錯稱中國台北 抗議奏效」，隨後又發校正公電，稱該文有誤，將標題改為「中華男籃今午凱歸」，首段也大幅修改，但截圖已被網友瘋狂轉載。事後，中央社則緊急將該新聞下架，而主要入口網站也跟著撤稿；中央社也於上午10時28分發出校正公告，宣稱文內有誤，改發為「中華男籃今午凱歸」。

### 標題誤導美總統歐巴馬關於臺灣在核不擴散可信賴言論
2014年1月8日，中央社網站以「台核能紀錄佳　歐巴馬讚可信賴」為題發表報導，首段稱：「美國總統歐巴馬今天正式向國會發出信函，稱讚台灣處理核能有可信賴紀錄，籲請聯邦參眾兩院展開90天的諮商，並同意美國對台輸出核燃料相關協定。」然而在白宮該份致國會文書中所提到台灣令人信賴的，是在核不擴散（nuclear nonproliferation）的表現。文書標題與內容雖兩度出現「nuclear energy」（核能）字眼，但僅為表達與台灣核能合作限定在「和平的核能使用」（peaceful uses of nuclear energy）範圍內，與核安完全無關。該篇報導除以上兩處錯誤外，其餘部分均正確使用「核子擴散」字眼。由於馬英九政府在核電存廢的討論中一貫擁護核電，除了新聞專業性上的瑕疵外，新頭殼、自由時報電子報也先後對身為官媒的中央社是否蓄意誤導大眾提出了質疑，而中央日報網路報、旺報則先後以類似標題引用中央社該篇報導。

### 交大校園服貿座談造假新聞事件
2014年4月12日，國立交通大學資訊工程系特聘教授林盈達於交大校園服貿座談時表示：「學生在晚上9點20分我剛講完後，拿著平板電腦到台上給我看。網頁顯示中央社在晚上8點55分時就在網站上發佈新聞稿，內容是部長與副主委談話大概以及『學生發問踴躍，部長一一回答』等情節，也沒提到有反方代表（就是我）。晚上8點55分，我還在引言，根本還沒進入Q&A，中央社就發新聞稿說學生發問踴躍，明顯造假新聞，為了粉飾太平假裝我不存在。我當場便提出請現場中央社記者舉手，但沒人舉手，不知是根本沒人來還是不敢舉手，引起學生軒然大波，學生當場要求NCC副主委處理。這個政府連新聞都可以造假，服貿說帖與論述當然也可以造假與欺騙！」2014年4月14日，林盈達將此文投書《自由時報》，再次指出中央社報導校園服貿座談新聞造假。

2014年4月15日，中央社回應，宣稱確有疏失，但無造假：
|  | 一、有關交通大學林盈達教授4月14日投書《自由時報》，指稱本社報導交大服貿座談新聞造假一事，經本社內部了解，確有疏失，惟並無造假。 二、本社新聞係隨採隨發，供稿給網站、電視、電台及報紙等，滿足各類型媒體不同之需求，對於重要新聞要求即時發稿，並非待活動結束後始發稿。 三、當日，本社新竹駐地記者前往採訪交大服貿座談，記者將座談會前段包括經濟部部長張家祝等發言內容發稿後即離開，未接續處理座談會後段情形，不符新聞專業及作業準則。對於外界指正，本社嚴肅面對，深切檢討，力求改進。 |